# Drobnołuszczak malutki

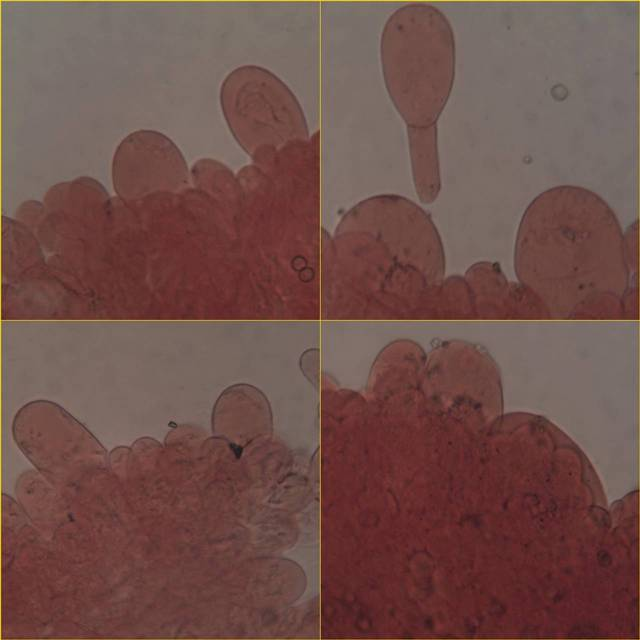
Cheilocystydy

Drobnołuszczak malutki (Pluteus nanus (Pers.) P. Kumm.) – gatunek grzybów należący do rodziny łuskowcowatych (Pluteaceae).

## Systematyka i nazewnictwo
Pozycja w klasyfikacji według Index Fungorum: Pluteus, Pluteaceae, Agaricales, Agaricomycetidae, Agaricomycetes, Agaricomycotina, Basidiomycota, Fungi.
Po raz pierwszy gatunek ten opisał w 1801 r. Christiaan Hendrik Persoon nadając mu nazwę Agaricus nanus. Obecną, uznaną przez Index Fungorum nazwę nadał mu Paul Kummer w 1871 r.
Synonimy:
- Agaricus nanus Pers. 1801
- Pluteus griseopus P.D. Orton 1960
- Pluteus nanus f. griseopus (P.D. Orton) Vellinga 1985

Stanisław Domański w 1955 r. opisywał ten gatunek pod nazwą łuskowiec niski, Alina Skirgiełło w 1999 r. jako łuskowiec karzełkowaty. Władysław Wojewoda w 2003 r. zaproponował nazwę drobnołuszczak malutki.

## Morfologia
Kapelusz
Średnica 1,5–6 cm, u młodych okazów półkulisty lub stożkowaty, z wiekiem rozpościerający się, płaskowypukły, czasem z niewielkim garbkiem lub wklęśnięciem. Powierzchnia brązowa z ochrowym odcieniem, szarobrązowa z zielonkawym odcieniem, gładka, na środku nieco żyłkowana. Czasami jest prążkowany do połowy średnicy.
Blaszki
Wolne, brzuchate, o szerokości do 7 mm, początkowo białe, potem różowe.
Trzon
Wysokość do 3,5 cm, grubość do 0,3–0,8 cm, walcowaty, początkowo pełny, potem pusty. Powierzchnia biaława, przy podstawie brązowawa lub szarawa.
Miąższ
Białawy, cienki, bez wyraźnego zapachu i smaku.
Cechy mikroskopowe:
Zarodniki 6,3–8,5 × 5–6,5 µm, szerokoelipsoidalne. Cheilocystydy liczne, maczugowate lub wrzecionowate, szkliste, 30–75 × 13–25 µm. Pleurocystydy szkliste, butelkowate, czasami workowate, o wymiarach 65–90 × 14–26 µm. Strzępki w skórce kapelusza tworzące palisadę, złożone z kulistych lub gruszkowatych komórek na trzoneczkach. Mają wymiary 20–50 × 12–30 µm i brązową zawartość.

## Występowanie
Opisano występowanie tego gatunku w Ameryce Północnej, Środkowej i Południowej, Europie, Azji i Australii. W Europie i Ameryce Północnej podano liczne stanowiska. W. Wojewoda w zestawieniu grzybów wielkoowocnikowych Polski w 2003 r. podaje liczne jego stanowiska. Bardziej aktualne stanowiska podaje internetowy atlas grzybów. Znajduje się w nim na liście gatunków zagrożonych i wartych objęcia ochroną.
Grzyb saprotroficzny. Występuje w lasach liściastych i mieszanych, w parkach, na ziemi, na próchniejącym drewnie, resztkach drzewnych, opadłych i próchniejących gałęziach drzew, zwłaszcza grabu, buka. Owocniki pojawiają się zwykle od czerwca do listopada.